# سيد حسن حكيم (شلاهي)
سيد حسن حكيم (بالفارسية: سیدحسن حکیم) هي منطقة سكنية تقع في إيران في قسم شلاهي الريفي. يقدر عدد سكانها بـ 1433 نسمة بحسب إحصاء 2016.